# Clara (canción)
«Clara» es una canción de No Te Va Gustar del álbum Este fuerte viento que sopla, compuesta por Emiliano Brancciari. El tema en sí relata una historia de amor entre dos personas, en la cual la mujer fallece "hasta el día que ese mal se la llevó" y el hombre se encuentra deprimido, recordando día y noche los momentos que vivieron juntos; el la amaba tanto que "sueña encontrarla arriba" y mientras siga en sus pensamientos para el, nunca murió "se alegra de nunca despedirla". Aunque Emiliano confesó que la canción relata la historia de un cantante que perdió la voz y ya nunca más pudo volver a cantar[cita requerida].